# Округ Минерал (Монтана)
Минерал (енгл. Mineral County) је округ у америчкој савезној држави Монтана.

## Демографија
По попису из 2010. године број становника је 4.223, што је 339 (8,7%) становника више него 2000. године.
| Група             | 2000.         | 2010.         |
| Белци             | 3.637 (93,6%) | 3.952 (93,6%) |
| Афроамериканци    | 8 (0,2%)      | 11 (0,3%)     |
| Азијати           | 20 (0,5%)     | 30 (0,7%)     |
| Хиспаноамериканци | 61 (1,6%)     | 80 (1,9%)     |
| Укупно            | 3.884         | 4.223         |